# Ralph Boulton
Ralph Boulton (22 tháng 7 năm 1923 – 1992) là một cầu thủ bóng đá người Anh thi đấu ở vị trí tiền đạo tầm xa.